# Composante aérienne de la gendarmerie royale marocaine
Le Groupement aérien de la gendarmerie royale (GAGR) est la composante aérienne de la gendarmerie royale marocaine.

## Moyens aériens
[Quand ?]

### Avions de lutte contre les incendies[1]
- 10 Ayres S2R-T34 Turbo, reçu au début des années 1990
- 6 Ayres T660 Turbo Trush, reçu en 2005 et 2006
- 20 Titan Tornado II (en)

### Avions de recherche et de sauvetage
- 14 BN-2T Islander

### Hélicoptères
- 5 SA.342 Gazelle, formation?
- 3 AS355F Écureuil 2
- 3 AS550A2, anciens appareils Force aérienne singapourienne reçus en 2012
- 4 AS.365 Dauphin II
- 5 SA.330 Puma
- 2 AS332 Super Puma
- 2 Sikorsky S-70A-25 Black Hawk, version VIP
- 3 EC135T2+
- 13 Eurocopter EC145, dont 8 acquis de la Garde aérienne suisse de sauvetage entre 2019 et 2025 pour des missions de recherche et de sauvetage ainsi que pour des soins médicaux d'urgence[2].
- 2 H125 Ecureuil, reçu en 2020[3]

### Anciens aéronefs
- 4 SE.3130 Alouette II, anciens appareils de la Force aérienne?
- 2 SA.316 Alouette III
- SA.315B Lama

## Lutte anti-acridienne
Les criquets pèlerins sont un fléau pour les cultures au Maroc. La gendarmerie intervient dans la lutte.